# Bell X-9 Shrike

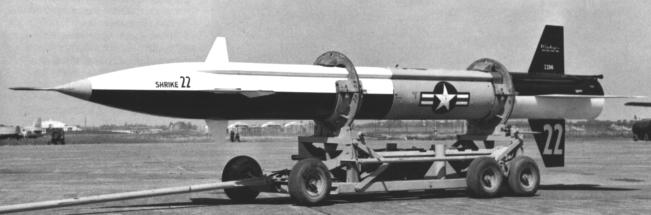
Bell X-9 na manipulačním traileru

Bell X-9 Shrike (také znám jako RTV-A-4, firemním označením Model 59) byl americký prototyp řízené střely země-vzduch poháněný raketovým motorem na kapalné pohonné látky, který vznikl jako technologický demonstrátor v rámci vývoje střely vzduch-země s jadernou hlavicí GAM-63 RASCAL. Shrike v angličtině znamená ťuhýk.
Mezi dubnem 1949 a lednem 1953 bylo dodáno celkem 31 střel, z 93 původně objednaných. Cílem programu bylo získání dat k aerodynamice a stabilitě za vysokých rychlostí, a testování řídících a pohonných systémů, nezbytných pro vývoj bojových řízených střel. Program byl považován za mnohem úspěšnější než další tehdy prováděné zkoušky raketových zbraní, ale návrh společnosti Bell na vývoj bojové verze X-9 nebyl USAF přijat, vzhledem k nedostatečným výkonům.
Žádná z testovaných střel se nedochovala, a jediným známým fragmentem X-9 je část kýlovky zachované v Muzeu Larryho Bella v indianském městě Mentone.

## Specifikace
Údaje podle

### Technické údaje
- Osádka: 0
- Délka: 6,9 m (22 stop a 9 palců)
- Rozpětí: 2,4 m (7 stop a 10 palců)
- Nosná plocha: 6,5 m² (70 čtverečních stop)
- Průměr: 0,56 m (15 stop a 11 palců)
- Prázdná hmotnost: 694 kg (2 125 liber)
- Vzletová hmotnost: 1 588 kg (3 500 lb)
- Pohonná jednotka: 1 × raketový motor na kapalné pohonné látky Bell XLR65-BA-1
- Tah pohonné jednotky:  12,3 kN (3 000 lbf)

### Výkony
- Maximální rychlost: M=1,5-2
- Dolet: 80 km (50 mil)
- Praktický dostup: 19,8 km (12,3 mil)
- Stoupavost: